# Вудлон (Илиноис)
Вудлон (енгл. Woodlawn) град је у америчкој савезној држави Илиноис.

## Демографија
По попису из 2010. године број становника је 698, што је 68 (10,8%) становника више него 2000. године.
| Група             | 2000.       | 2010.       |
| Белци             | 621 (98,6%) | 682 (97,7%) |
| Афроамериканци    | 1 (0,2%)    | 2 (0,3%)    |
| Азијати           | 0 (0,0%)    | 1 (0,1%)    |
| Хиспаноамериканци | 0 (0,0%)    | 6 (0,9%)    |
| Укупно            | 630         | 698         |